# Bezolles
Bezolles (gaskognisch Besòlas) ist eine französische Gemeinde mit 132 Einwohnern (Stand 1. Januar 2022) im Département Gers in der Region Okzitanien (bis 2015 Midi-Pyrénées); sie gehört zum Arrondissement Auch und zum Gemeindeverband Artagnan de Fezensac. Die Bewohner nennen sich Bezollais/Bezollaises.

## Geografie
Bezolles liegt rund 14 Kilometer südlich von Condom im Zentrum des Départements Gers. Die Gemeinde besteht aus Streusiedlungen und Einzelgehöften. Es gibt zahlreiche Weinberge. Der Fluss Bèze durchquert die Gemeinde in nördlicher Richtung und bildet streckenweise die südliche Gemeindegrenze.
Nachbargemeinden sind Beaucaire im Norden und Nordosten, Rozès im Südosten und Süden, Vic-Fezensac im Südwesten, Justian und Roques im Westen sowie Lagardère im Nordwesten.

## Geschichte
Im Mittelalter lag Bezolles in der Region Armagnac innerhalb der historischen Landschaft Gascogne und teilte deren Schicksal. Bezolles gehörte von 1793 bis 1801 zum District Condom. Von 1801 bis 2015 war die Gemeinde dem Arrondissement Condom zugeteilt und gehörte von 1793 bis 2015 zum Wahlkreis (Kanton) Valence-sur-Baïse (ursprünglich Kanton Valence genannt).

## Bevölkerungsentwicklung
Die Einwohnerentwicklung ist typisch für eine französische Landgemeinde. Normal sind die Entwicklungen zwischen 1793 und 1841 mit einem starken Wachstum und die folgende starke Landflucht. Seit 2006 hat sich die Bevölkerungszahl bei rund 140 Personen stabilisiert.
| Jahr                       | 1962 | 1968 | 1975 | 1982 | 1990 | 1999 | 2006 | 2011 | 2020 |
| Einwohner                  | 205  | 196  | 187  | 153  | 135  | 156  | 143  | 139  | 138  |
| Quellen: Cassini und INSEE |      |      |      |      |      |      |      |      |      |

## Sehenswürdigkeiten
- Kirche Saint-Clair
- drei Wegkreuze: am Friedhof, auf dem Dorfplatz und an der D158 am westlichen Dorfausgang
- Lavoir (ehemaliges Waschhaus) westlich des Dorfs
- Torturm
- Denkmal für die Gefallenen[1]

## Verkehr
Die Gemeinde liegt fernab von überregionalen Verkehrswegen und hat keine Schienen- oder Busverbindungen. Die wichtigsten regionalen Verkehrswege sind die D 930 wenige Kilometer östlich und die N124 mit einem Anschluss in Vic-Fezensac.